# Złotów (gmina wiejska)
Złotów – gmina wiejska w województwie wielkopolskim, w powiecie złotowskim. W latach 1975–1998 gmina położona była w województwie pilskim.
Siedziba gminy to Złotów.
Według danych z 30 czerwca 2004 gminę zamieszkiwało 9006 osób. Natomiast według danych z 31 grudnia 2019 roku gminę zamieszkiwały 9942 osoby.
W 2013 na terenie gminy oddano do użytku prywatne, śmigłowcowe lądowisko PRH Stawnica.

## Struktura powierzchni
Według danych z roku 2002 gmina Złotów ma obszar 292,5 km², w tym:
- użytki rolne: 68%
- użytki leśne: 23%

Gmina stanowi 17,61% powierzchni powiatu.

## Demografia

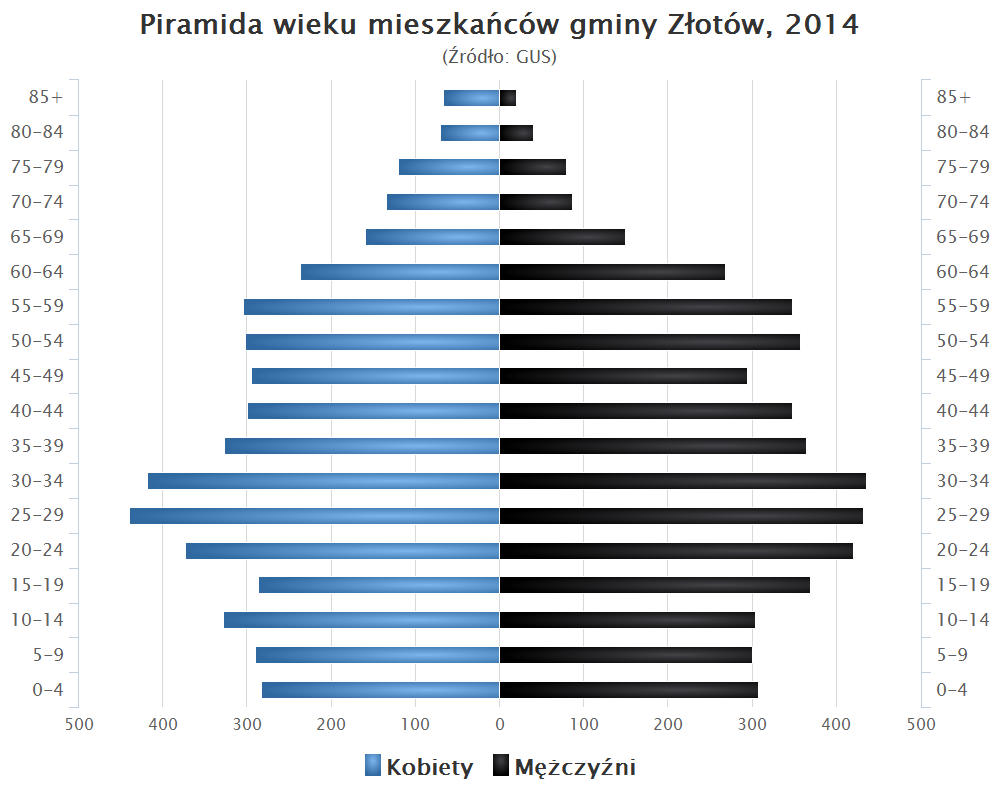
Piramida wieku mieszkańców gminy Złotów w 2014 roku

Dane z 30 czerwca 2004:
| Opis                              | Ogółem | Ogółem | Kobiety | Kobiety | Mężczyźni | Mężczyźni |
| --------------------------------- | ------ | ------ | ------- | ------- | --------- | --------- |
| jednostka                         | osób   | %      | osób    | %       | osób      | %         |
| populacja                         | 9006   | 100    | 4407    | 48,9    | 4599      | 51,1      |
| gęstość zaludnienia (mieszk./km²) | 30,8   | 30,8   | 15,1    | 15,1    | 15,7      | 15,7      |

## Sołectwa
Bielawa, Blękwit, Bługowo, Buntowo, Dzierzążenko, Franciszkowo, Górzna, Józefowo, Kamień, Kleszczyna, Klukowo, Krzywa Wieś, Międzybłocie, Nowa Święta, Nowiny, Nowy Dwór, Pieczynek, Płosków, Radawnica, Rudna, Skic, Sławianowo, Stare Dzierzążno, Stawnica, Święta, Wąsosz, Zalesie.

## Pozostałe miejscowości
Bługowiec, Grodno, Grudna, Kaczochy, Kleszczynka, Kobylnik, Krzywa Wieś (osada leśna), Łopienko, Nowa Kleszczyna, Nowa Święta (osada leśna), Nowa Święta (osada), Pieczyn, Rosochy, Sławianówko, Stawnicki Młyn, Stawno, Wielatowo, Zawilce.

## Sąsiednie gminy
Jastrowie, Krajenka, Lipka, Łobżenica, Okonek, Tarnówka, Więcbork, Wysoka, Zakrzewo, miasto Złotów